# Mistrzostwa Europy w Kajak-Polo 2013

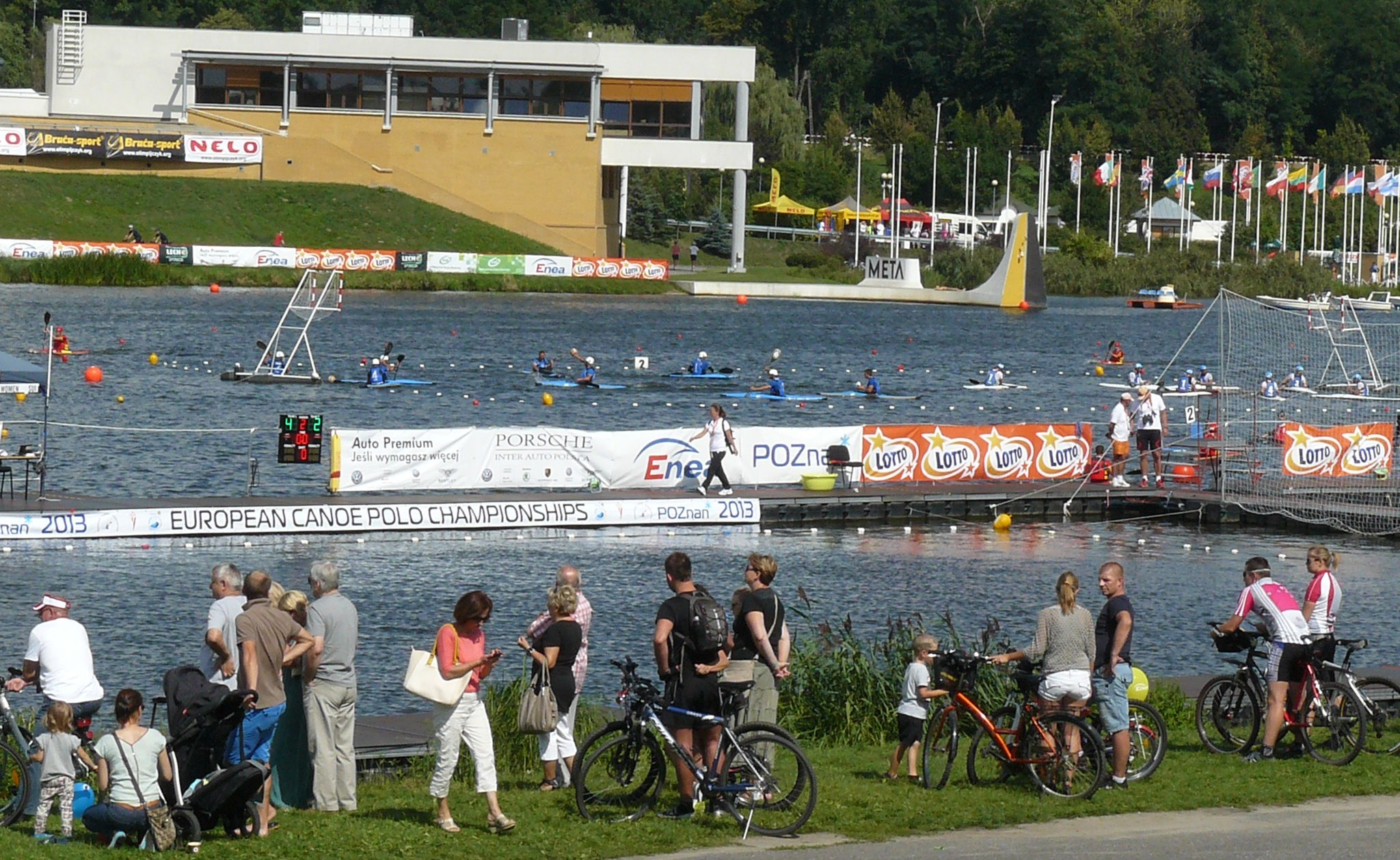
Arena zawodów - jezioro Maltańskie

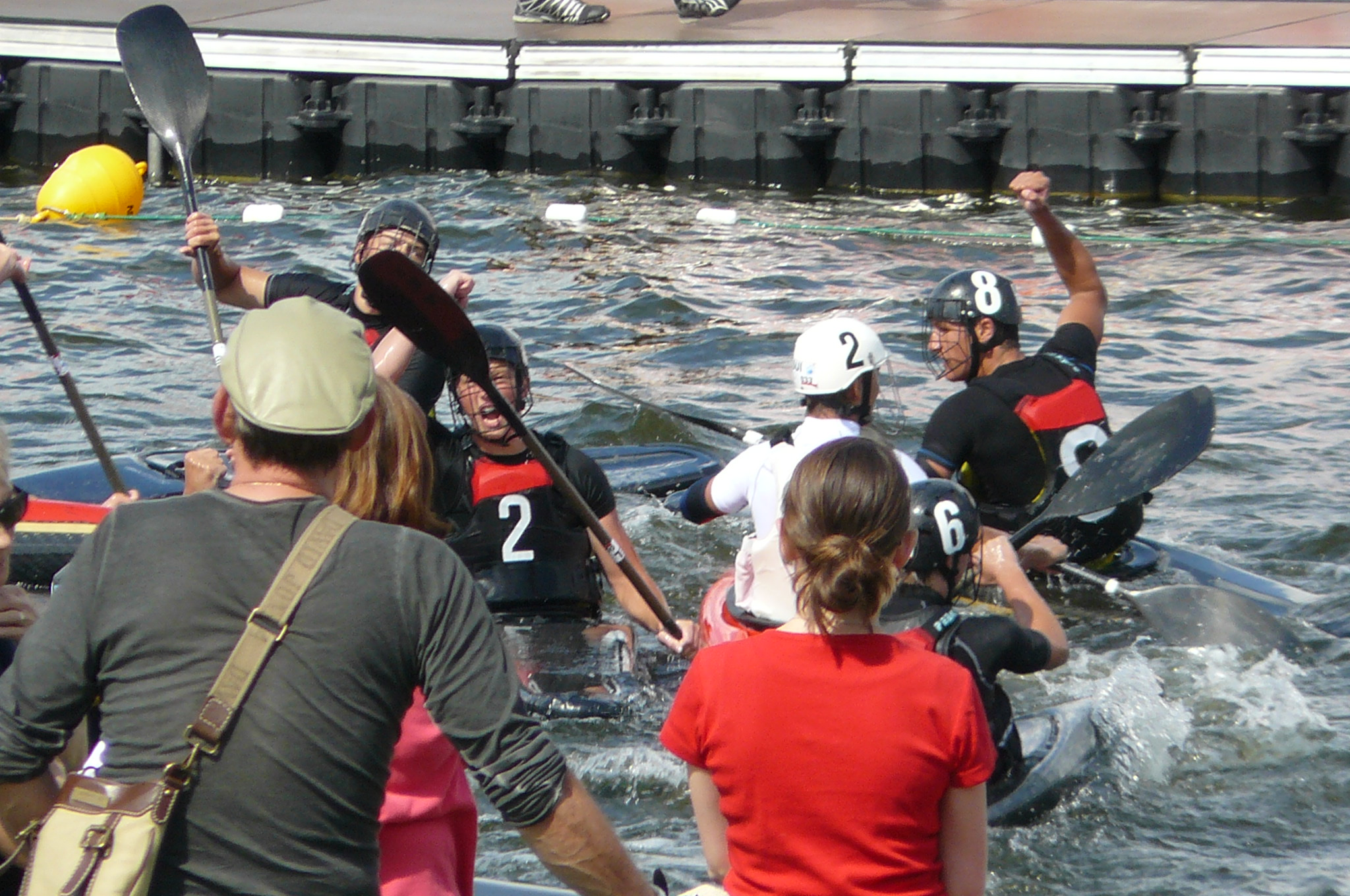
Rywalizacja meczowa

Mistrzostwa Europy w Kajak-Polo 2013 (European Canoe Polo Championships) – mistrzostwa Europy w kajak-polo, które odbyły się w Poznaniu w dniach 22–25 sierpnia 2013, na torze regatowym Malta.

## Zwycięzcy

### Mężczyźni
- 1. miejsce:  Niemcy
- 2. miejsce:  Włochy
- 3. miejsce:  Hiszpania
- 9. miejsce:  Polska

### Kobiety
- 1. miejsce:  Niemcy
- 2. miejsce:  Wielka Brytania
- 3. miejsce:  Holandia
- 5. miejsce:  Polska

### Mężczyźni poniżej 21 lat
- 1. miejsce:  Francja
- 2. miejsce:  Niemcy
- 3. miejsce:  Polska

### Kobiety poniżej 21 lat
- 1. miejsce:  Niemcy
- 2. miejsce:  Francja
- 3. miejsce:  Polska

Polska reprezentacja kobieca U21 była najmłodszym pod względem średniej wieku zespołem mistrzostw.